# اتفاقيات كامب ديفيد
اتفاقيات كامب ديفيد، هما اتفاقين سياسيين وقعهما الرئيس المصري أنور السادات ورئيس الوزراء الإسرائيلي مناحيم بيغن في 17 سبتمبر 1978، وذلك بعد اثني عشر يومًا من المفاوضات السرية في كامب ديفيد، المنتجع الريفي لرئيس الولايات المتحدة في ولاية ماريلاند. وُقِّعت الاتفاقيتان في البيت الأبيض بحضور الرئيس الأمريكي جيمي كارتر كشاهد عليهما.
أدت الاتفاقية الثانية، التي حملت عنوان "إطار لإبرام معاهدة سلام بين مصر وإسرائيل" مباشرة إلى توقيع معاهدة السلام بين مصر وإسرائيل عام 1979. وبفضل هذا الاتفاق، حصل السادات وبيغن على جائزة نوبل للسلام لعام 1978 بشكل مشترك. أما الاتفاقية الأولى، المعنونة بـ "إطار للسلام في الشرق الأوسط"، فقد تناولت أوضاع الأراضي الفلسطينية، لكنها كُتبت دون مشاركة الفلسطينيين، الأمر الذي أدى إلى إدانة الاتفاق من قبل الأمم المتحدة.
أثار هذا الاتفاق استياءً واسعًا في مختلف أنحاء العالم العربي، حيث اعتُبر بمثابة مبادرة سلام أحادية تجاهلت إقامة دولة فلسطينية، وهو ما عُدّ تقويضًا لوحدة الموقف العربي في الصراع مع إسرائيل.

## الدبلوماسية السابقة

### مبادرة كارتر
أعطت اجتماعات كارتر ووزير الخارجية سايروس فانس الاستكشافية خطة أساسية لإعادة تنشيط عملية السلام على أساس مؤتمر جنيف للسلام وقدمت ثلاثة أهداف رئيسية للسلام العربي الإسرائيلي: الاعتراف العربي بحق إسرائيل في العيش في سلام، وانسحاب إسرائيل من الأراضي المحتلة المكتسبة في حرب الأيام الستة من خلال جهود التفاوض مع الدول العربية المجاورة لضمان عدم تعرض أمن إسرائيل للخطر وضمان القدس غير المقسمة.
كانت اتفاقات كامب ديفيد هي نتيجة 14 شهر من الجهود الدبلوماسية بين مصر وإسرائيل والولايات المتحدة بدأت بعد أن تولى الرئيس جيمي كارتر. وركزت الجهود في البداية على حل شامل للنزاعات بين إسرائيل والدول العربية، وتطورت تدريجيا إلى البحث عن اتفاق ثنائي بين إسرائيل ومصر.
لدى توليه مهام منصبه في 20 يناير 1977 تحرك الرئيس كارتر إلى انعاش عملية السلام في الشرق الأوسط التي توقفت خلال حملة الانتخابات الرئاسية عام 1976 في الولايات المتحدة. بعد مشورة تقرير مؤسسة بروكينغز، اختار كارتر استبدال محادثات السلام الثنائية المتزايدة التي ميزت الدبلوماسية المكوكية لهنري كيسنجر في أعقاب حرب يوم الغفران عام 1973 بنهج شامل متعدد الأطراف. زادت حرب يوم الغفران تعقيد الجهود الرامية إلى تحقيق اهداف الأمم المتحدة في قرار مجلس الأمن 242.
كان رئيس الوزراء الإسرائيلي اسحق رابين وخليفته مناحيم بيغن متشككين في مؤتمر دولي. في حين أن بيغن، الذي تولى منصبه في مايو 1977، فضل رسمياً إعادة عقد المؤتمر، وربما بشكل أكثر صراحة من رابين، بل وقبل الوجود الفلسطيني، في الواقع كان الإسرائيليون والمصريون يصيغون سراً إطاراً للمحادثات الثنائية. حتى في وقت سابق، لم يكن بيغن يعارض إعادة سيناء، لكن عقبة رئيسية في المستقبل كانت رفضه المطلق النظر في التخلي عن السيطرة على الضفة الغربية.

### الأطراف المشاركة

الأراضي التي تحتفظ بها إسرائيل:
قبل حرب الأيام الستة
بعد الحرب

زار كارتر رؤساء الدول الذين سيضطر إلى الاعتماد عليهم لجعل أي اتفاق سلام ممكنا. وبحلول نهاية سنته الأولى في منصبه، التقى بالفعل مع محمد أنور السادات من مصر، والملك حسين من الأردن، وحافظ الأسد من سوريا، وإسحاق رابين من إسرائيل. على الرغم من أنه أيد مبادرة السادات للسلام، رفض الملك حسين المشاركة في محادثات السلام. عرض بيغن على الأردن القليل ليكسبه، كما خشي حسين من عزل الأردن عن العالم العربي واستفزاز سوريا ومنظمة التحرير الفلسطينية إذا شارك في محادثات السلام كذلك. كما رفض حافظ الأسد، الذي لم يكن لديه اهتمام خاص بالتفاوض مع إسرائيل، القدوم إلى الولايات المتحدة ووافق فقط على الاجتماع مع كارتر في جنيف.

### مبادرة السادات
شعر الرئيس أنور السادات بأن مسار عملية السلام في جنيف كان مسرحية أكثر من كونه ذو مغزى، ولم يكن يتقدم؛ ويرجع ذلك جزئياً إلى الخلافات مع العرب (أساسا سوريا وليبيا والعراق) وحلفائه الشيوعيين. كما افتقر إلى الثقة في القوى الغربية للضغط على إسرائيل بعد اجتماع مع القادة الغربيين. تفاقم إحباطه، وبعد الاجتماعات التحضيرية السرية بين المسؤولين المصريين والإسرائيليين، غير المعروفة حتى لدول حلف الناتو، في نوفمبر 1977، أصبح السادات أول زعيم عربي يزور إسرائيل.
في 9 نوفمبر 1977، أذهل الرئيس السادات العالم بالإعلان أمام البرلمان عن عزمه على الذهاب إلى القدس والتحدث أمام الكنيست. بعد ذلك بوقت قصير، دعته الحكومة الإسرائيلية بحرارة إلى مخاطبة الكنيست في رسالة تم تمريرها إلى السادات عبر السفير الأمريكي في مصر. بعد عشرة أيام من خطابه، وصل السادات لزيارة رائدة استمرت ثلاثة أيام، والتي أطلقت أول عملية سلام بين إسرائيل ودولة عربية. وكما هو الحال في مبادرات السلام الإسرائيلية العربية اللاحقة، فقد فوجئت واشنطن. كان البيت الأبيض ووزارة الخارجية قلقين بشكل خاص من أن السادات كان يمد يده فقط لاستعادة سيناء في أسرع وقت ممكن، وتنحية المشكلة الفلسطينية. اعتبر السادات رجلاً ذو قناعات سياسية قوية أبقى عينه على الهدف الرئيسي، ولم يكن لديه قاعدة إيديولوجية، مما جعله غير متسق سياسياً. وجاءت زيارة السادات بعد أن ألقى خطابا في مصر يفيد بأنه سيسافر إلى أي مكان، «حتى القدس»، لمناقشة السلام. قاد هذا الخطاب حكومة بيغن إلى إعلان أنه إذا اعتقدت إسرائيل أن السادات سيقبل دعوة، فإن إسرائيل ستدعوه. تحدث السادات في خطاب الكنيست عن آرائه حول السلام، ووضع الأراضي المحتلة الفلسطينية، ومشكلة الفلسطينيين. هذا التكتيك يتعارض مع نوايا كل من الغرب والشرق، اللذان كانا لإحياء مؤتمر جنيف.
ونشأت هذه اللفتة عن الرغبة في الحصول على مساعدة دول الناتو في تحسين الاقتصاد المصري، والاعتقاد بأن مصر يجب أن تبدأ في التركيز أكثر على مصالحها الخاصة أكثر من اهتمامها بمصالح العالم العربي، وأمل أن يحفز الاتفاق مع إسرائيل اتفاقات مماثلة بين إسرائيل وجيرانها العرب الآخرين ويساعد في حل المشكلة الفلسطينية. رد رئيس الوزراء بيغن على مبادرة السادات، وإن لم يكن ما كان يأمله السادات أو كارتر، أظهر استعدادًا لإشراك الزعيم المصري. ومثله مثل السادات، رأى بيغن أيضًا العديد من الأسباب التي تجعل المحادثات الثنائية تخدم مصالح بلاده الفضلى. وهي ستتيح لإسرائيل الفرصة للتفاوض مع مصر فقط بدلاً من وفد عربي أكبر قد يحاول استخدام حجمه لتقديم مطالب غير مرحب بها أو غير مقبولة. شعرت إسرائيل أن مصر يمكن أن تساعد في حمايتها من العرب الآخرين والشيوعيين الشرقيين. بالإضافة إلى ذلك، فإن بدء المفاوضات المباشرة بين القادة - دبلوماسية القمة - من شأنه أن يميز مصر عن جيرانها العرب. يبدو أن شعب كارتر لم يكن لديه أي معرفة بالمحادثات السرية في المغرب بين ديان وممثل السادات، حسن تهامي، التي مهدت الطريق لمبادرة السادات. في الواقع، بمعنى أن مصر وإسرائيل كانا يتجمعان لدفع كارتر من مساره في جنيف. كانت الرسالة الأساسية لخطاب السادات في الكنيست هي طلب تنفيذ القرارين 242 و 338. كانت زيارة السادات هي الخطوة الأولى للمفاوضات مثل مؤتمر القاهرة الأولي في ديسمبر 1977.

## المحادثات الإسرائيلية المصرية
لم تنشأ بعد آلية لإسرائيل ومصر لمتابعة المحادثات التي بدأها السادات وبيغن في القدس. اقترح الرئيس المصري أن تبدأ إسرائيل بوضع ممثل سري في السفارة الأمريكية في القاهرة. مع «غطاء» أمريكي، فإن الهوية الحقيقية للإسرائيليين، الذين سيتواصلون بين القادة المصريين والإسرائيليين، لن تعرف إلا للسفير الأمريكي في القاهرة.

## الوضع قبل الاتفاقية
أدت حرب أكتوبر وعدم التطبيق الكامل لبنود القرار رقم 338 والنتائج الغير مثمرة لسياسة المحادثات المكوكية التي انتهجتها الخارجية الأمريكية والتي كانت عبارة عن استعمال جهة ثالثة وهي الولايات المتحدة كوسيط بين جهتين غير راغبتين بالحديث المباشر والتي كانت ممثلة بالعرب وإسرائيل، أدت هذه العوامل إلى تعثر وتوقف شبه كامل في محادثات السلام ومهدت الطريق إلى نشوء قناعة لدى الإدارة الأمريكية المتمثلة في الرئيس الأمريكي آنذاك جيمي كارتر بإن الحوار الثنائي عن طريق وسيط لن يغير من الواقع السياسي لمنطقة الشرق الأوسط.
في إسرائيل طرأت تغييرات سياسية داخلية متمثلة بفوز حزب الليكود في الانتخابات الإسرائيلية عام 1977 وحزب الليكود كان يمثل تيارا أقرب إلى الوسط من منافسه الرئيسي حزب العمل الإسرائيلي الذي هيمن على السياسة الإسرائيلية منذ المراحل الأولى لنشوء «دولة إسرائيل»، وكان الليكود لايعارض فكرة انسحاب إسرائيل من سيناء ولكنه كان رافضا لفكرة الانسحاب من الضفة الغربية .
تزامنت هذه الأحداث مع صدور تقرير معهد بروكنغس التي تعتبر من أقدم مراكز الأبحاث السياسية والاقتصادية في الولايات المتحدة ونص التقرير على ضرورة اتباع «منهج حوار متعدد الأطراف» للخروج من مستنقع التوقف الكامل في حوار السلام في الشرق الأوسط 

الرئيس السادات في الكنيست قبل توقيع المعاهدة

من الجانب الآخر بدأ الرئيس المصري محمد أنور السادات تدريجيا يقتنع بعدم جدوى القرار رقم 338 بسبب عدم وجود اتفاق كامل لوجهات النظر بينه وبين الموقف الذي تبناه حافظ الأسد والذي كان أكثر تشددا من ناحية القبول بالجلوس على طاولة المفاوضات مع إسرائيل بصورة مباشرة. هذه العوامل بالإضافة إلى تدهور الاقتصاد المصري وعدم ثقة السادات بنوايا الولايات المتحدة بممارسة أي ضغط ملموس على إسرائيل، وكان السادات يأمل إلى أن أي اتفاق بين مصر وإسرائيل سوف يؤدي إلى اتفاقات مشابهة للدول العربية الأخرى مع إسرائيل وبالتالي سوف يؤدي إلى حل للقضية الفلسطينية.
استنادا إلى الرئيس المصري السابق محمد حسني مبارك في حواره مع الإعلامي عماد أديب في عام 2005 إن الراحل محمد أنور السادات إتخذ قرار زيارة إسرائيل بعد تفكير طويل حيث قام السادات بزيارة رومانيا وإيران والسعودية قبل الزيارة وصرح في خطاب له أمام مجلس الشعب المصري انه "مستعد أن يذهب اليهم في إسرائيل" وقام أيضا بزيارة سوريا قبيل زيارة إسرائيل وعاد في نهاية اليوم بعد أن حدثت مشادة كبيرة بينه وبين السوريين لأنهم كانوا معترضين علي الزيارة  واستنادا إلى إبراهيم نافع فإن الرئيس الروماني نيكولاي شاوشيسكو قد قال "بأن مناحيم بيغن بلا شك صهيوني وصهيوني جدا، ولكنه رجل سلام، لأنه يعرف ماهي الحرب. ولكنه أيضا يريد أن يترك اسمه علامة في تاريخ الشعب اليهودي .
سبقت زيارة السادات للقدس مجموعة من الاتصالات السرية، حيث تم إعداد لقاء سري بين مصر وإسرائيل في المغرب تحت رعاية الملك الحسن الثاني، إلتقى فيه موشى ديان وزير الخارجية الإسرائيلي، وحسن التهامي نائب رئيس الوزراء برئاسة الجمهورية. وفي أعقاب تلك الخطوة التمهيدية قام السادات بزيارة لعدد من الدول ومن بينها رومانيا، وتحدث مع رئيسها تشاوشيسكو بشأن مدى جدية بيجن ورغبته في السلام، فأكد له تشاوشيسكو أن بيجن رجل قوي وراغب في تحقيق السلام.
في افتتاح دورة مجلس الشعب في 1977، وفي هذه الجلسة الشهيرة أعلن السادات استعداده للذهاب للقدس بل والكنيست الإسرائيلي، وقال: «ستُدهش إسرائيل عندما تسمعني أقول الآن أمامكم إنني مستعد أن أذهب إلى بيتهم، إلى الكنيست ذاته ومناقشتهم». وانهالت عاصفة من التصفيق من أعضاء المجلس، ولم يكن هذا الهتاف والتصفيف يعني أنهم يعتقدون أنه يريد الذهاب فعلا إلى القدس.
ألقى السادات خطابا أمام الكنيست الإسرائيلي في 20 نوفمبر 1977. وشدد في هذا الخطاب على أن فكرة السلام بينه وبين إسرائيل ليست جديدة، وأنه يستهدف السلام الشامل، دعا السادات بيجن لزيارة مصر، وعقد مؤتمر قمة في الإسماعيلية وبدأ بيجين يتكلم عن حق إسرائيل في الاحتفاظ بالأراضي المحتلة، وعدوان مصر على إسرائيل.
بعد اجتماع الإسماعيلية بشهر واحد اجتمعت اللجنة السياسية من وزراء خارجية مصر وإسرائيل والولايات المتحدة في القدس. وفي أثناء انعقاد تلك اللجنة شرعت إسرائيل في بناء مستوطنات جديدة في سيناء، لاستخدامها كورقة مساومة على مصر. لم يكن بيجن مستعدًا لقبول تنازلات، وقال وزير الخارجية الإسرائيلي «موشى ديان»: «إنه من الأفضل لإسرائيل أن تفشل مبادرة السلام على أن تفقد إسرائيل مقومات أمنها».
وعرض الإسرائيليون على مصر ترك قطاع غزة للإدارة المصرية مقابل تعهد بعدم اتخاذها منطلقًا للأعمال الفدائية، وكان هدفهم من ذلك عدم إثارة موضوع الضفة الغربية، شعر السادات أن الإسرائيليين يماطلونه؛ فألقى خطابًا في يوليو 1978 قال فيه: إن بيجن يرفض إعادة الأراضي التي سرقها إلا إذا استولى على جزء منها كما يفعل لصوص الماشية في مصر.
أنشأ السادات الحزب الوطني الديمقراطي وتولى رئاسته، وزادت قبضته العنيفة على القوى المعارضة لتوجهاته، ثم لجأ إلى الاستفتاء الشعبي على شخصه، ترددت مصر بين المضي في المبادرة أو رفضها، ولكن تدخل كارتر بثقله، ودعا السادات وبيجن إلى اجتماعات في كامب ديفيد.

## محادثات ما قبل الاتفاقية
وصل الوفدان المصري والإسرائيلي إلى كامب ديفيد يوم 5 سبتمبر 1978. ذهب السادات إلى كامب ديفيد وهو لا يريد أن يساوم، وإنما ردد مشروع قرار مجلس الأمن رقم 242 كأساس للحل. أما كارتر والإسرائيليون فكانوا مقتنعين أن السادات لن يوافق قط على أي وجود إسرائيلي في سيناء.
في اليوم الأول من المحادثات قدم السادات أفكاره عن حل القضية الفلسطينية بجميع مشاكلها متضمنة الانسحاب الإسرائيلي من الضفة وغزة وحلول لقضية المستوطنات الإسرائيلية واستنادا إلى مبارك فإن السادات لم يركز في محادثاته كما يعتقد البعض على حل الجانب المصري فقط من القضية حاولت الإدارة الأمريكية إقناع الجانبين أن يتجنبوا التركيز على القضايا الشائكة مثل الانسحاب الكامل من الضفة الغربية وغزة ويبدؤا المناقشات على قضايا أقل حساسية مثل الانسحاب الإسرائيلي من سيناء
كان الهيكل العام للمحادثات التي استمرت 12 يوما تتمحور على ثلاثة مواضيع رئيسية:
- الضفة الغربية وقطاع غزة: استند هذا المحور على أهمية مشاركة مصر وإسرائيل والأردن وممثلين عن الشعب الفلسطيني في المفاوضات حول حل هذه القضية التي اقترحت الولايات المتحدة إجراءات انتقالية لمدة 5 سنوات لغرض منح الحكم الذاتي الكامل لهاتين المنطقتين وانسحاب إسرائيل الكامل بعد إجراء انتخابات شعبية في المنطقتين ونص الاقتراح أيضا على تحديد آلية الانتخابات من قبل مصر وإسرائيل والأردن على أن يتواجد فلسطينيون في وفدي مصر والأردن.

حسب الاقتراحات في هذا المحور كان على إسرائيل بعد الانتخابات المقترحة ان تحدد في فترة 5 سنوات مصير قطاع غزة والضفة الغربية من ناحية علاقة هذين الكيانين مع إسرائيل والدول المجاورة الأخرى.
- علاقات مصر وإسرائيل: استند هذا المحور على أهمية الوصول إلى قنوات اتصال دائمية من ناحية الحوار بين مصر وإسرائيل وعدم اللجوء إلى العنف لحسم النزاعات واقترحت الولايات المتحدة فترة 3 أشهر لوصول الجانبين إلى اتفاقية سلام.
- علاقة إسرائيل مع الدول العربية: حسب المقترح الأمريكي كان على إسرائيل العمل على إبرام اتفاقيات سلام مشابهة مع لبنان وسوريا والأردن بحيث تؤدي في النهاية إلى اعترافات متبادلة وتعاون اقتصادي في المستقبل

كان الموقف الإسرائيلي متصلبًا متشددًا يرفض التنازل، وهو ما جعل السادات يعلن لمرافقيه أنه قرر الانسحاب من كامب ديفيد، فنصحه وزير الخارجية الأمريكي «سايروس فانس» أن يلتقي بكارتر على انفراد، واجتمع الرئيسان نصف ساعة.

## المعاهدة
في 26 مارس 1979 وعقب محادثات كامب ديفيد وقع الجانبان على معاهدة السلام المصرية الإسرائيلية وكانت المحاور الرئيسية للمعاهدة هي إنهاء حالة الحرب وإقامة علاقات ودية بين مصر وإسرائيل، وانسحاب إسرائيل من سيناء التي احتلتها عام 1967 بعد حرب الأيام الستة وتضمنت الاتفاقية أيضًا ضمان عبور السفن الإسرائيلية قناة السويس واعتبار مضيق تيران وخليج العقبة ممرات مائية دولية تضمنت الاتفاقية أيضًا البدء بمفاوضات لإنشاء منطقة حكم ذاتي للفلسطينيين في الضفة وقطاع غزة والتطبيق الكامل لقرار مجلس الأمن الدولي رقم 242.

## الخطوط الرئيسة والعامة
- الاتفاقية الأولى تبدأ بمقدمة عن السلام وضروراته وشروطه، ثم تعرض الاتفاقية التصور الذي تمّ التوصل إليه «للسلام الدائم في الشرق الأوسط» وتنصّ على ضرورة حصول مفاوضات بين إسرائيل من جهة ومصر والأردن والفلسطينيين من جهة أخرى.
- الاتفاقية الثانية نصت على التفاوض المباشر بين مصر وإسرائيل من أجل تحقيق الانسحاب من سيناء التي احتلتها إسرائيل في عدوان العام 1967م.

وتنص الاتفاقية على إقامة علاقات طبيعية بين مصر وإسرائيل بعد المرحلة الأولى من الانسحاب من سيناء.
يرى بعض المحللين السياسيين إن معاهدة السلام المصرية الإسرائيلية لم تؤدي على الإطلاق إلى تطبيع كامل في العلاقات بين مصر وإسرائيل حتى على المدى البعيد فكانت الاتفاقية تعبيرا غير مباشر عن استحالة فرض الإرادة على الطرف الآخر وكانت علاقات البلدين وحتى الآن تتسم بالبرودة والفتور . كانت الاتفاقية عبارة عن 9 مواد رئيسية منها اتفاقات حول جيوش الدولتين والوضع العسكري وعلاقات البلدين وجدولة الانسحاب الإسرائيلي وتبادل السفراء. يمكن قراءة المواد التسعة للاتفاقية على هذا الرابط .
يرى البعض إنه وحتى هذا اليوم لم ينجح السفراء الإسرائيليين في القاهرة ومنذ عام 1979 في اختراق الحاجز النفسي والاجتماعي والسياسي والثقافي الهائل بين مصر وإسرائيل ولا تزال العديد من القضايا عالقة بين الدولتين ومنها:
- مسألة محاكمة مجرمي الحرب من الجيش الإسرائيلي المتهمين بقضية قتل أسرى من الجيش المصري في حرب أكتوبر والتي جددت مصر مطالبتها بالنظر في القضية عام 2003.
- التزام إسرائيل التوقيع على معاهدة منع الانتشار النووي.
- قضية الأموال التي تعتبرها مصر «أموال منهوبة» نتيجة استخراج إسرائيل للنفط في سيناء لمدة 6 سنوات.

استغل بيجن الأيام التي تلت كامب ديفيد مباشرة للإعلان عن عزمه على إقامة مستوطنات في الأراضي المحتلة، ثم بلغت ذروة تصريحاته عام 1981م عندما أقسم أنه لن يترك أي جزء من الضفة الغربية وقطاع غزة ومرتفعات الجولان والقدس.

## تأثير الاتفاقية استراتيجيًا وسياسيًا
1. أنهت حالة الحرب بين مصر وإسرائيل.
2. تمتعت كلا البلدين بتحسين العلاقات الدبلوماسية والاقتصادية مع الدول الأوروبية والولايات المتحدة.
3. فتح الاتفاق وإنهاء حالة الحرب الباب أمام مشاريع لتطوير السياحة، خاصة في سيناء.
4. وتم تعليق عضوية مصر في جامعة الدول العربية من عام 1979 إلى عام 1989 نتيجة التوقيع على هذه الاتفاقية.

## ردود الفعل
أثارت اتفاقيات «كامب ديفيد» ردود فعل معارضة في مصر ومعظم الدول العربية، ففي مصر. استقال وزير الخارجية محمد إبراهيم كامل لمعارضته الاتفاقية وسماها مذبحة التنازلات، وكتب مقال كامل في كتابه «السلام الضائع في اتفاقات كامب ديفيد» المنشور في بداية الثمانينيات أن «ما قبل به السادات بعيد جداً عن السلام العادل»، وانتقد كل اتفاقات كامب ديفد لكونها لم تشر بصراحة إلى انسحاب إسرائيلي من قطاع غزة والضفة الغربية ولعدم تضمينها حق الشعب الفلسطيني في تقرير مصيره.
وعقدت هذه الدول العربية مؤتمر قمة رفضت فيه كل ما صدر. ولاحقاً اتخذت جامعة الدول العربية قراراً بنقل مقرها من القاهرة إلى تونس احتجاجاً على الخطوة المصرية.
على الصعيد العربي كان هناك جو من الإحباط والغضب لأن الشارع العربي كان آنذاك لايزال تحت تأثير افكار الوحدة العربية وافكار جمال عبد الناصر وخاصة في مصر والعراق وسوريا وليبيا والجزائر واليمن.
يرى البعض أن الاتفاقية أدت إلى نشوء نوازع الزعامة الإقليمية والشخصية في العالم العربي لسد الفراغ الذي خلفته مصر وكانت هذه البوادر واضحة لدى القيادات في العراق وسوريا فحاولت الدولتان تشكيل وحدة في عام 1979 ولكنها انهارت بعد أسابيع قليلة وقام العراق على وجه السرعة بعقد قمة لجامعة الدول العربية في بغداد في 2 نوفمبر 1978 ورفضت اتفاقية كامب ديفيد وقررت نقل مقر الجامعة العربية من مصر وتعليق عضوية مصر ومقاطعتها وشاركت بهذه القمة 10 دول عربية ومنظمة التحرير الفلسطينية وعرفت هذه القمة باسم «جبهة الرفض». وفي 20 نوفمبر 1979 عقدت قمة تونس العادية وأكدت على تطبيق المقاطعة على مصر. وازداد التشتت في الموقف بعد حرب الخليج الأولى إذ انضمت سوريا وليبيا إلى صف إيران وحدث أثناء هذا التشتت غزو إسرائيل للبنان في عام 1982 بحجة إزالة منظمة التحرير الفلسطينية من جنوب لبنان وتمت محاصرة للعاصمة اللبنانية لعدة شهور ونشات فكرة «الاتحاد المغاربي» الذي كان مستنداً على أساس الانتماء لأفريقيا وليس الانتماء للقومية العربية.

## معرض صور

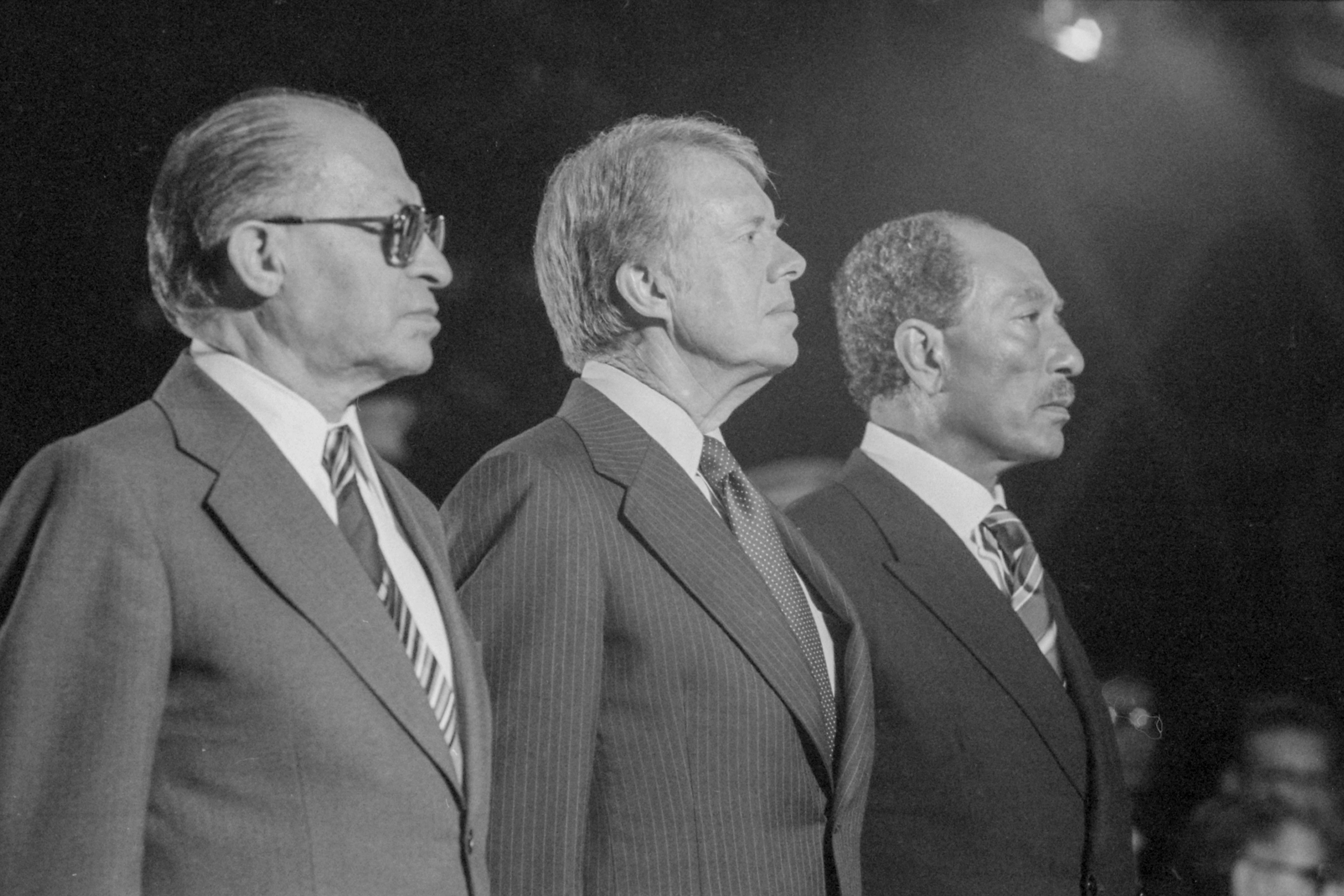
مناحم بيجن، وجيمي كارتر، ومحمد أنور السادات في 7 سبتمبر 1978.
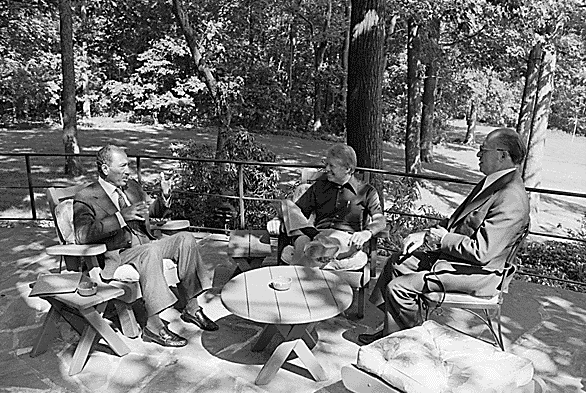
محمد أنور السادات، وجيمي كارتر، ومناحم بيجن يجتمعون في 6 سبتمبر 1978.
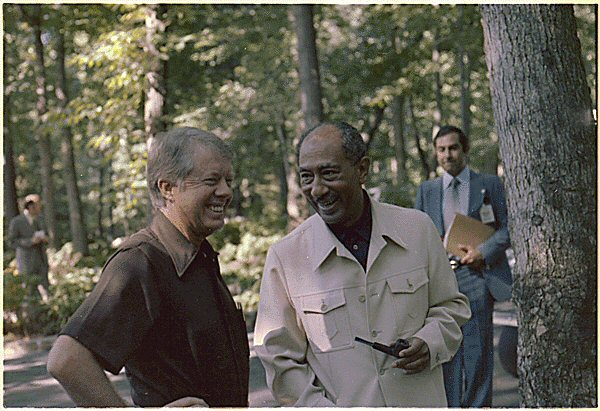
محمد أنور السادات، وجيمي كارتر يتقابلان في بداية قمة كامب ديفيد في 1978.
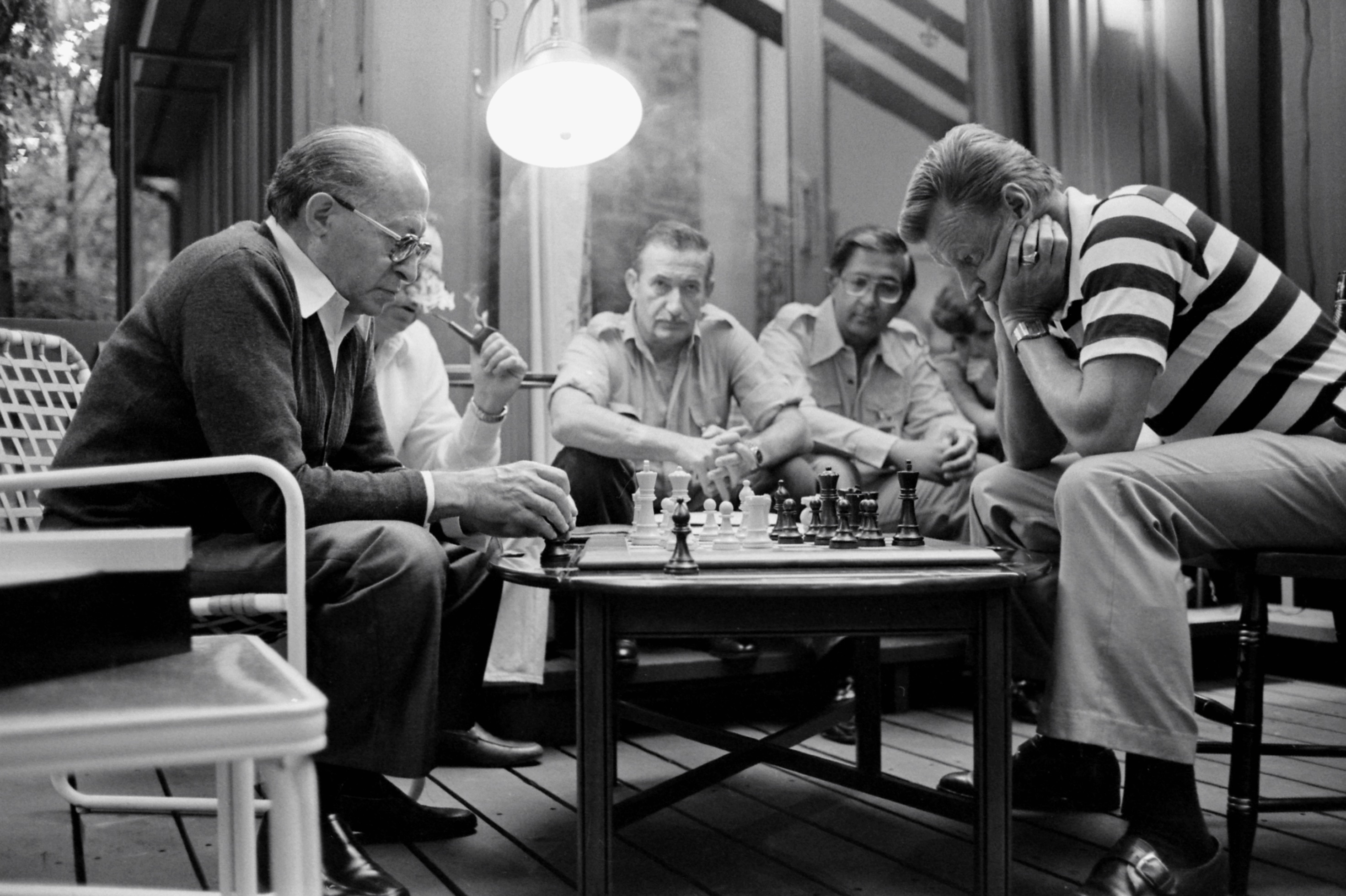
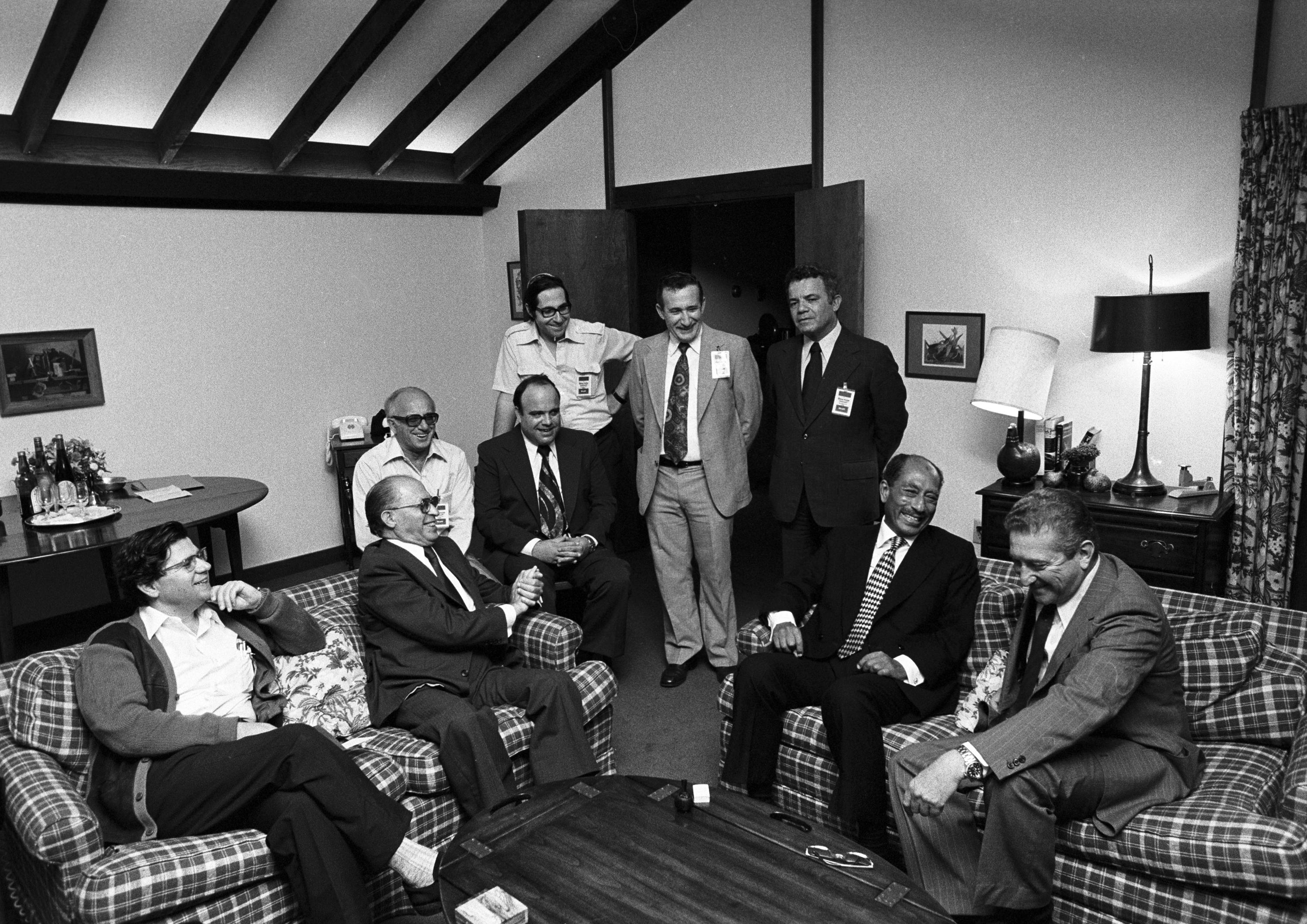
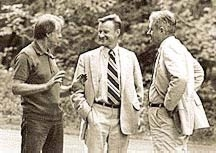